# École de danse de l'Opéra national de Paris
L’école de danse de l'Opéra national de Paris forme les futurs danseurs du ballet de l'Opéra national de Paris, l'une des plus prestigieuses compagnies de danse classique au monde.
Fondée en 1713 par Louis XIV, l'école est aujourd'hui considérée comme la meilleure au monde,.
Cette école de danse est devenue un passage presque obligé pour évoluer parmi les étoiles du ballet de l'Opéra national de Paris puisque seules Ludmila Pagliero, Sae Eun Park et Hannah O'Neill n'ont pas été formées par cette institution.

## Les débuts
Le fondateur de l'école de danse de l'Opéra national de Paris est Louis XIV.
Louis XIV promulgue le 16 juillet 1713 le décret qui crée officiellement le « Conservatoire de danse », réservé aux danseurs de l’Académie royale de Musique.
Ce n’est qu’en 1780 qu’un premier règlement atteste d’une école entièrement consacrée à des enfants, entérinant un usage apparu au fil du temps et qu’il était devenu nécessaire de clarifier sur les points essentiels : gratuité des cours comme l’avait imposé dès l’origine Louis XIV, sélection à l’entrée, frais et appointements, cadrage professionnel de ces apprentissages.

## Siège
L'École est d'abord située rue Saint-Nicaise, puis au sein du palais Garnier (1875). En 1983, Claude Bessy reçoit le soutien de Jack Lang, alors Ministre de la Culture, pour la construction d'un bâtiment indépendant pour l’École. À l'issue d'un concours d'architecture organisé en 1983, Christian de Portzamparc se voit confier le projet. L'École déménage en 1987 dans ce nouvel édifice situé à Nanterre, près du parc André-Malraux.

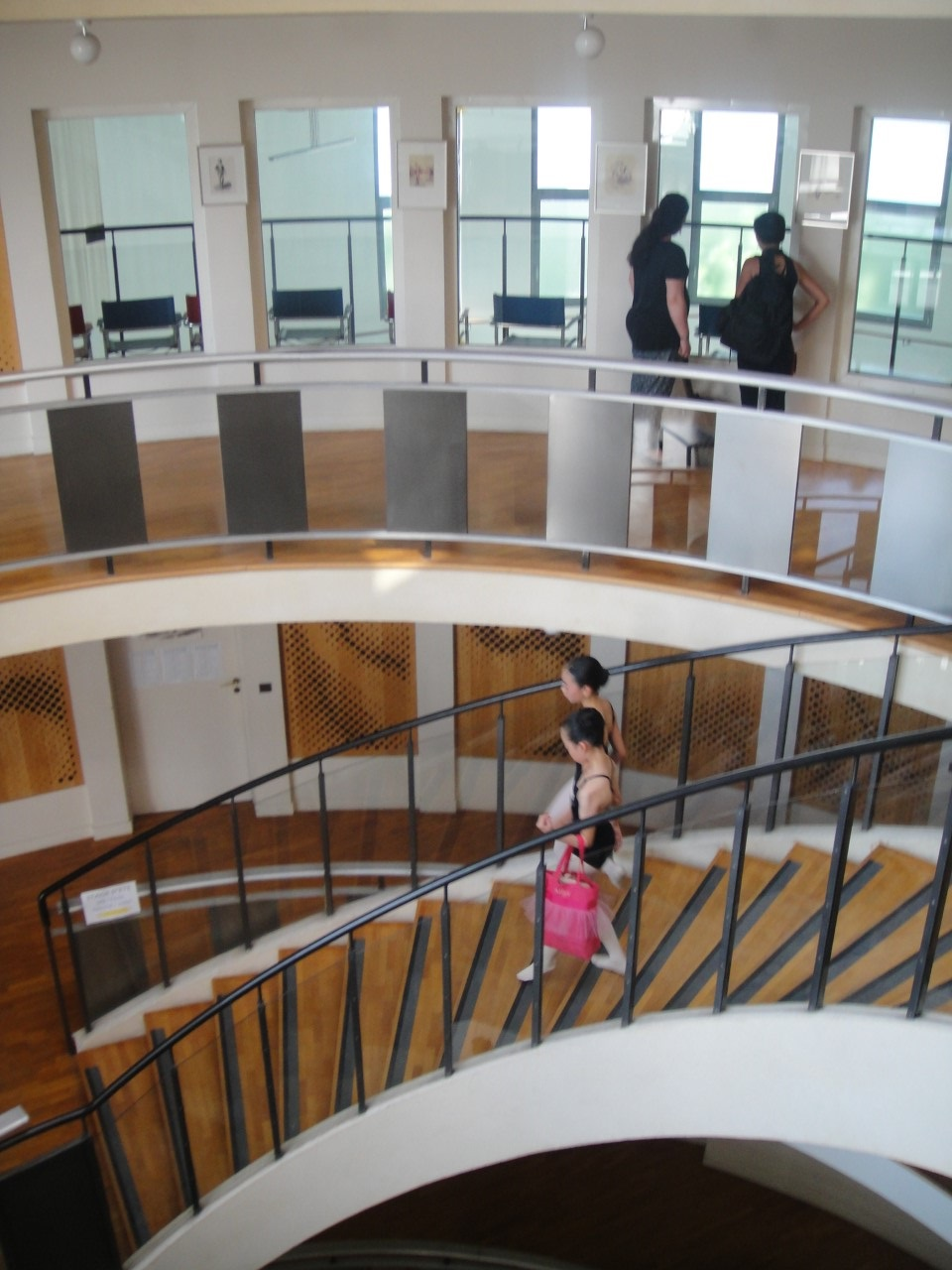
Intérieur de l'École de danse.

## Enseignement
Traditionnellement, les élèves sont répartis en six divisions. Ces divisions représentent l'avancement des études. Un élève débute ainsi sa première année dans la 6e division et termine sa formation en 1re division.
De 1970 à 2001, Gilbert Mayer, considéré comme dieu de la pédagogie, est professeur du corps du ballet de l'Opéra de Paris et de l'École de danse en double fonction,,.
Croisent Rudolf Noureev et Mikhaïl Barychnikov, Gilbert Mayer était le maître du style français à l’Opéra de Paris qui n'est écrit nulle part mais se transmet oralement,[incompréhensible].
L'enseignement est pluridisciplinaire. Il comprend en plus des différents cours de danse (classique, caractère, contemporain, jazz, folklore et baroque), des cours complémentaires de musique, de mime, de comédie, de droit du spectacle, d’histoire de la danse ou encore d’anatomie ou de gymnastique. La plupart de ces cours et événements sont créés par Claude Bessy dans les années 1980.
Depuis 1995 les classes scolaires sont également obligatoires pour tous les élèves jusqu'au baccalauréat.

## Admissions et concours annuel
La sélection est très rigoureuse. Pour qu'un jeune danseur ou une jeune danseuse puisse intégrer l'école, il lui faut d'abord être choisi comme l'un de 30 à 40 élèves approuvés parmi 400 filles et 150 garçons.
Pour ce faire, le candidat doit passer deux examens d'entrée : un examen physique et un examen de danse.
Les critères de l'examen physique exigent que la taille et le poids des candidats varient chacun entre deux valeurs déterminées.
On s'assure ainsi que les proportions du candidat sont bonnes et on cherche à regarder s'il continuera de se développer dans ce sens physiquement.
L'élève sélectionné est ensuite soumis en permanence à différentes évaluations. Chaque division se solde par un concours annuel qui se déroule à la fin de l'année scolaire en mai. L'échec n'est pas synonyme de redoublement mais de renvoi.

## Examen final
Enfin, au terme de leurs études, les élèves voient leur apprentissage sanctionné par le concours d'entrée dans le corps de ballet. les meilleurs d'entre eux intègrent le ballet de l’Opéra national de Paris en tant que quadrilles stagiaires.
En cas d'échec à cet examen final, un redoublement est autorisé uniquement lorsque l'élève concerné est âgé de moins de 18 ans.
Les lauréats de première division reçoivent le Diplôme National Supérieur Professionnel de Danseur.

## Directeurs
- 1781-1783 : Maximilien Gardel et Jean Dauberval
- 1783-1787 : Maximilien Gardel
- 1787-1827 : Pierre Gardel
- 1827-1831 : Jean-Pierre Aumer
- 1831-1850 : Jean Coralli
- 1850-1853 : Arthur Saint-Léon
- 1853-1859 : Joseph Mazilier
- 1860-1870 : Marie Taglioni
- 1870-1879 : Caroline Lassiat, dite Madame Dominique
- 1879-1890 : Zina Mérante
- 1890-1894 : Madame Théodore
- 1894-1902 : Michel Vasquez
- 1902-1920 : Rosita Mauri
- 1920-1935 : Carlotta Zambelli et Albert Aveline
- 1935-1956 : Albert Aveline[14]
- 1956-1960 : Lycette Darsonval
- 1960-1963 : Harald Lander
- 1963-1972 : Geneviève Guillot
- 1972-2004 : Claude Bessy
- Depuis 2004 : Élisabeth Platel

## Résultats des épreuves finales
Le taux de réussite est très bas, la sélection sévère.
En général, environ 550 enfants, 400 filles et 150 garçons, posent leur candidature au concours d'entrée à l'école de danse de l'Opéra national de Paris.
Entre 30 et 40 élèves sont admis en sixième division où ils suivent un cursus scolaire et apprennent la danse durant six années. Seule une douzaine d'élèves parvient au terme de la formation.
Pour ces élèves, un à quatre postes dans le corps de ballet de l'Opéra national de Paris sont ouverts chaque année,,,.
« Je pense qu'il y a dans l'école des élèves qui sont totalement faits pour l'Opéra et d'autres pour d'autres compagnies, mais qui bénéficient de l’enseignement de l'Opéra et qui seront heureux dans d'autres compagnies. » déclare Élisabeth Platel à la caméra de Françoise Marie en 2011, à l'occasion de la publication des résultats des concours de fin d'année ,.
Si on suppose que le nombre de danseurs du ballet est constant pendant les saisons - il y en a à peu près 150 - et que la carrière du danseur dure 20 ans, entre 7 et 8 nouveaux danseurs remplacent ceux qui partent.
La plupart des danseurs qui intègrent le corps du ballet de l'Opéra de Paris chaque année viennent de l'école de danse.

## Équipe
Il y a treize professeurs pour les six divisions et les stages (filles et garçons). Ceux-ci sont en règle générale des anciens danseurs du ballet de l'Opéra national de Paris, des sujets, des premiers danseurs ou des étoiles comme Wilfried Romoli, Carole Arbo, Fanny Gaïda et Karl Paquette.

### Professeurs de l'équipe actuelle (2021)
- Wilfried Romoli (1re division garçons et adage)
- Carole Arbo (1re division filles)

- Yann Saïz (2e division garçons)
- Fabienne Cerutti (2e division filles)

- Christophe Duquenne (3e division garçons)
- Fanny Gaïda (3e division filles)

- Marie-José Redont (4e division garçons)
- Géraldine Wiart (4e division filles)

- Emmanuel Hoff (5e division garçons)
- Muriel Hallé (5e division filles)

- Karl Paquette (6e division et stage 6 mois garçons)
- Véronique Doisneau (6e division filles)
- Laurence Laffon (stage 6 mois filles)

## Importance
Les danseurs du ballet de l'Opéra de Paris sont à 95 pour cent issus de l'école de danse.
Après être entrés comme stagiaire, ils sont répartis en cinq grades, selon une hiérarchie immuable : quadrilles, coryphées, sujets, premiers danseurs ou premières danseuses, et étoiles.
Parmi les 18 étoiles du ballet seules Ludmila Pagliero, Sae Eun Park et Hannah O'Neill n'ont pas suivi la formation dans cette institution.
L'école de danse de l'Opéra de Paris est l'école dont les élèves totalisent le plus grand nombre de récompenses de Prix Benois de la Danse : 20 récompenses depuis 1991, devant l'école de danse du théâtre Bolchoï avec 16 récompenses.

## Événements
Les élèves participent aux événements annuels de l'école de danse. Ceux-ci sont le Défilé du Ballet de l'Opéra national de Paris (aux côtés du Corps du Ballet, des Premiers Danseurs et des Etoiles), les Spectacles de l'Ecole de Danse en avril et les Démonstrations de l'Ecole de Danse qui ont lieu en décembre sur la scène du Palais Garnier. L'Ecole de Danse participe également régulièrement à des productions du Ballet de l'Opéra national de Paris, ainsi qu'à des tournées. Elle organise également le "Gala des Ecoles du XXIe siècle" qui réunit sept grandes écoles internationales sur la scène du Palais Garnier.

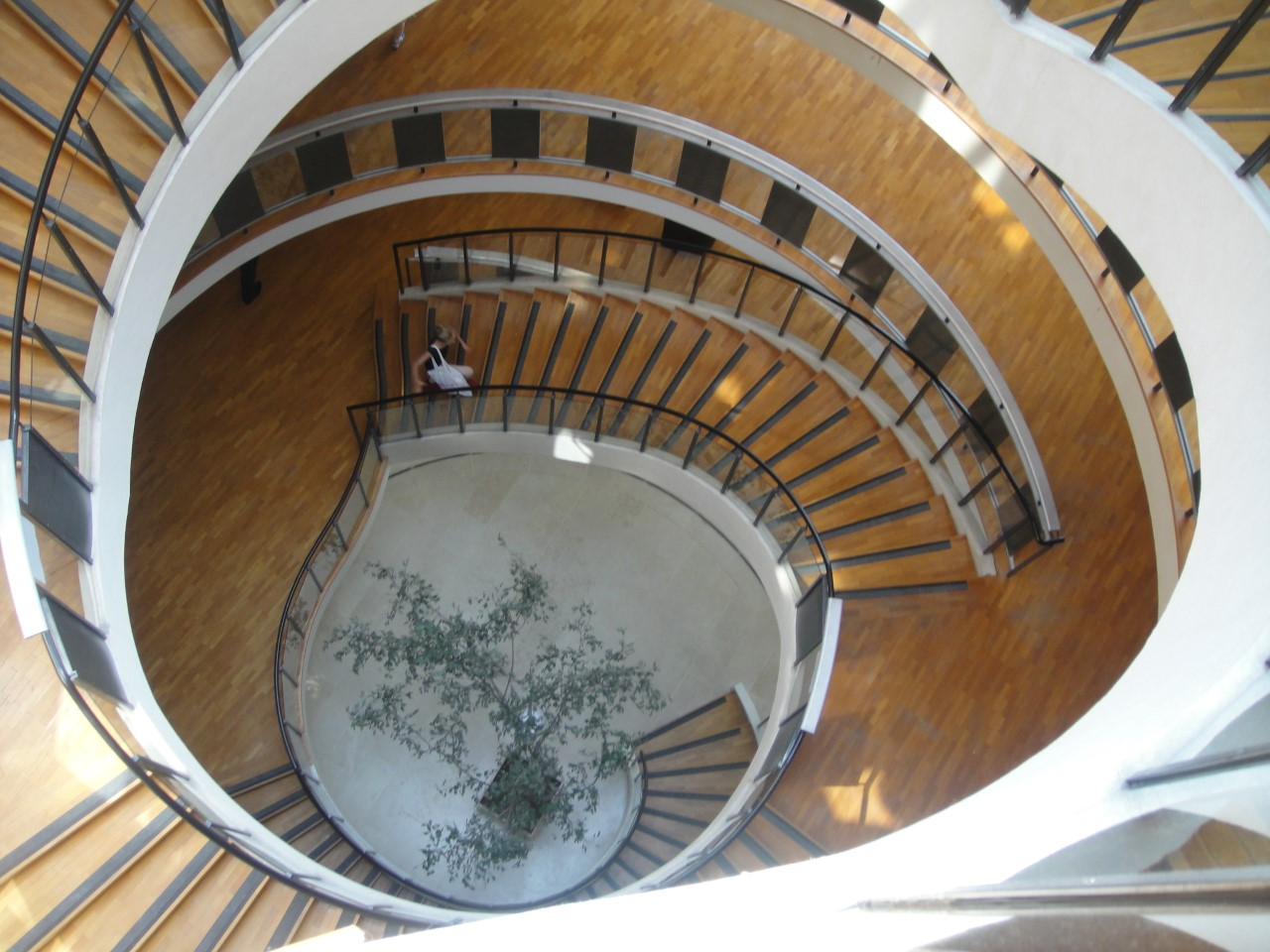
Escalier de l'École de danse de l'opéra de paris.

## Filmographie

### Documentaires
- Les Enfants de la Danse de Dirk Sanders, sorti en 1989, 3 h 51 min, divisé en quatre parties[27]

- Les différentes parties:
  - Première partie, 1988, 56 min[28]
  - Deuxième partie, 1988, 57 min[29]
  - Troisième partie, 1988, 59 min[30]
  - Quatrième partie, 1988, 59 min[31]
- Aurélie Dupont, l'espace d'un instant de Cédric Klapisch, 2010, 55 min[32],[33]

- Graines d'étoiles, série documentaire de Françoise Marie de 2013, diffusé le 2 février 2013 sur France 3, 156 min, divisé en six épisodes à 26 min[11]

### Fiction
- Neneh Superstar, de Ramzi Ben Sliman (2022)